# Christoph Reuter (Pianist)

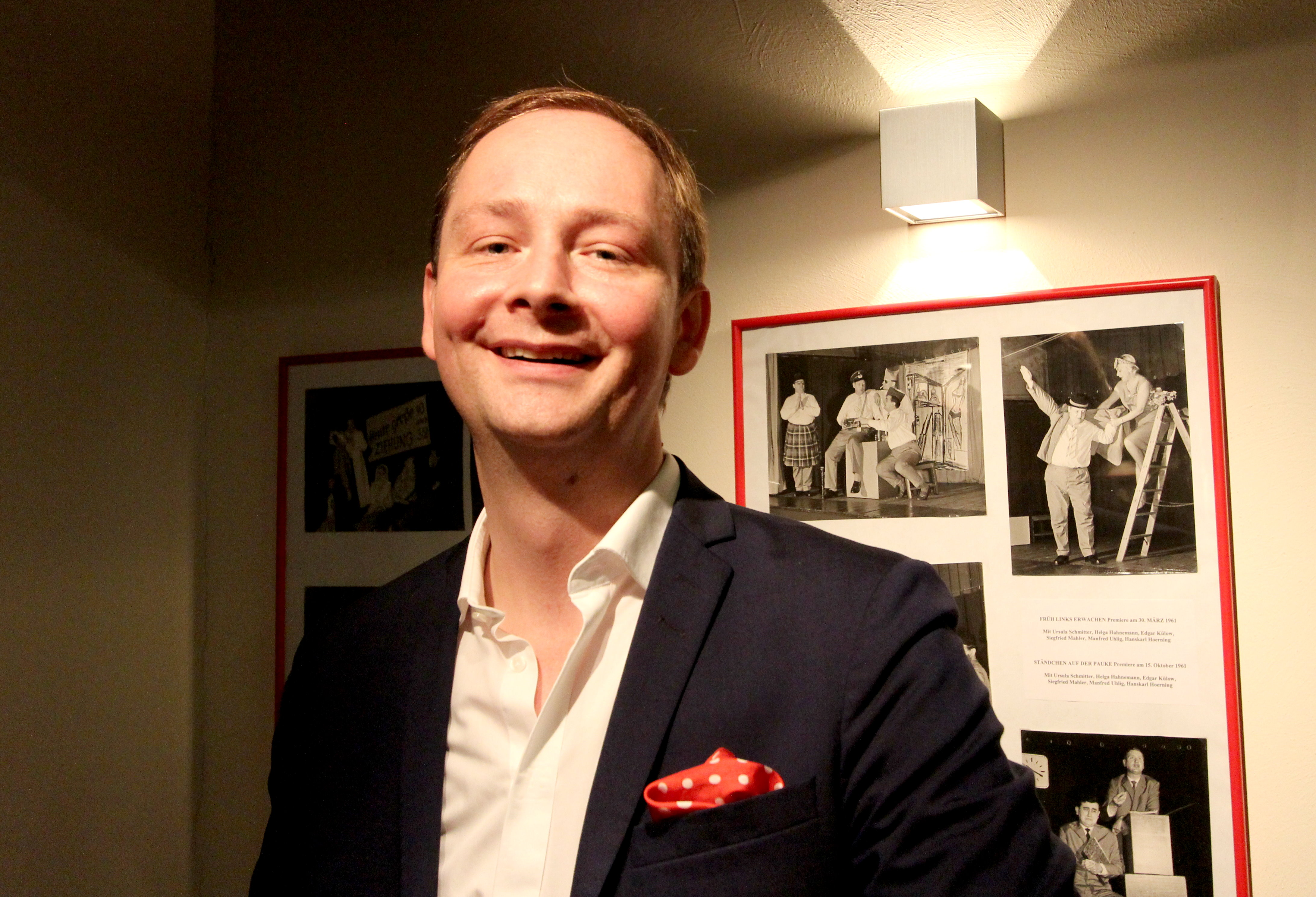
Christoph Reuter, Leipzig 2018

Christoph Reuter (* 12. Mai 1977 in Jena) ist ein deutscher Jazzpianist, Komponist und Musikpädagoge.

## Leben
Christoph Reuter wuchs in Dessau auf und studierte Jazzpiano und Musikpädagogik an der Musikhochschule Hanns Eisler in Berlin und der Hochschule „Felix Mendelssohn Bartholdy“ in Leipzig. Sein Konzertexamen legte er bei Richie Beirach ab. Seit 2007 hat er drei Klavierkonzerte uraufgeführt. Für das Impuls-Festival für Neue Musik in Sachsen-Anhalt entstanden die  Auftragswerke Die Himmelsscheibe und Teufelsspiegel. 2010 schrieb er mit der Sängerin Cristin Claas die Musik für die Kinderoper Oskar und die Groschenbande (Text: Andreas Hillger), die beim Kurt-Weill-Fest im März 2012 im Anhaltischen Theater Dessau unter der Leitung von Silke Wallstein uraufgeführt wurde. Eine weitere Premiere gab es am 25. Februar 2013 in Hamburg unter Leitung von Claudia Cerachowitz. Im gleichen Jahr entstand das Musical Sarg niemals nie.
Christoph Reuter komponiert für Orchester, so zum Beispiel für die Anhaltische Philharmonie Dessau, die Staatskapelle Halle, das Babelsberger Filmorchester, Chöre, Bands und schreibt Schauspielmusik. Seine Konzerttätigkeit als Pianist führt ihn ins In- und Ausland. Er gibt Solokonzerte, spielt im Trio von Cristin Claas, sowie in dem daraus hervorgegangenen Songland Trio, und in der Elektrojazzband ye:solar. Mit seinen vielfältigen Bandprojekten hat er zahlreiche Alben veröffentlicht. Seit 2006 gastiert er regelmäßig mit dem Kabarettisten Eckart von Hirschhausen.
2017 erhielt er für sein Programm Alle sind musikalisch (außer manche) den Thüringer Kleinkunstpreis der Stadt Meiningen.
In seinem 2021 erschienenen Buch Alle sind musikalisch – außer manche beantwortet Reuter viele wichtige Fragen zur Musikalität der Menschen und den Folgewirkungen von Musik.

## Veröffentlichung
- Alle sind musikalisch – außer manche, Heyne Verlag, München 2021, ISBN 978-3-453-21803-1.